# Pseudeucinetus spilmani
Pseudeucinetus spilmani is een keversoort uit de familie dwergpilkevers (Limnichidae). De wetenschappelijke naam van de soort werd in 1995 gepubliceerd door Spangler.